# Сярьгозеро (озеро, Кондопожский район)
Сярьгозеро — пресноводное озеро на территории Кедрозерского сельского поселения Кондопожского района Республики Карелии.

## Общие сведения
Площадь озера — 3,1 км². Располагается на высоте 34,3 метров над уровнем моря.
Форма озера продолговатая: оно более чем на шесть километров вытянуто с северо-запада на юго-восток. Берега сильно изрезанные, каменисто-песчаные, преимущественно возвышенные.
Озеро не имеет видимых поверхностных стоков и относится к бассейну Онежского озера.
В более двух десятков безымянных островов различной площади, рассредоточенных по всей площади водоёма.
В 3 км к западу располагается деревня Лукин Наволок.
Код объекта в государственном водном реестре — 01040100611102000018381.